# Nikola Kovač
Œuvres principales
Roman, istorija, politika (1988) 
 Le Roman politique: Fictions du totalitarisme (2002)
Nikola Kovač, né le 16 décembre 1936 à Pločice (Konavle) en royaume de Yougoslavie, et mort le 24 septembre 2007 à Sarajevo est un écrivain yougoslave et bosnien d'origine serbe.

## Biographie
Il obtient son doctorat à l’Université Paris-Sorbonne, où il soutient une thèse sur Albert Camus intitulée « Le Méditerranéen révolté ». En Bosnie, il travaille d'abord comme professeur de langues romanes, puis comme professeur de littérature comparée à l'Université de Sarajevo, et il enseigne également aux universités de Skopje et de Mostar.
Entre 1992 et 1993, il est ministre de la Culture, de la Science et de l'Éducation au sein du gouvernement de  Bosnie-Herzégovine, avant de devenir le premier ambassadeur de Bosnie-Herzégovine en France, où il reste jusqu'en 2000,.
Il est membre de l'Académie des sciences et des arts de Bosnie-Herzégovine et écrit de nombreux articles sur la littérature française et ex-yougoslave, tels que « Villes exemplaires, villes déchirées », « Sarajevo, une cité blessée à la croisée des cultures » et un entretien : « Bosnie : une paix fondée sur des principes erronés ». Il s'engage dans la traduction de la littérature française et yougoslave et publie également des ouvrages sur la peinture.
En 1995, il écrit le livre "Bosnie, Le prix de la paix" dans lequel il décrit l'agression contre la Bosnie, la non-intervention de la communauté internationale, la défense de la Bosnie en tant qu'État multiethnique, et analyse les événements qui ont conduit au plan de paix de Dayton.
Pour son travail, il reçoit la "Šestoaprilska nagrada grada Sarajeva" en Bosnie, et en France, les insignes d'"officier de l'ordre national du Mérite" pour sa contribution à l'expansion de la littérature et de la culture françaises.
En tant que Serbe orthodoxe de Bosnie-Herzégovine, il appartenait à l'élite serbe de Bosnie opposée à la division de cette république multiethnique et, pendant la guerre de Bosnie, il reste à Sarajevo,.
Il défend sans relâche l'idée d'une Bosnie-Herzégovine multiethnique et unie,,,.
Avec quelques intellectuels français, il présente la véritable image et les causes de la guerre en Bosnie au public et aux autorités françaises,.
Par ses actions, il défend les intérêts de la Bosnie et des Serbes qui y vivent. Ainsi, en 1992, le Conseil consultatif serbe est formé à Sarajevo avec des intellectuels tels que Ljubomir Berberović, Nikola Kovač, Žarko Bulić, Rajko Živković et Milan Stević.
Comme d'autres Serbes de Bosnie qui n'ont pas accepté de participer à l'agression et à la destruction de la Bosnie, il est qualifié de traître au peuple serbe et reçoit des menaces de mort.
Kovač n'a jamais accepté la division de la Bosnie-Herzégovine multiethnique, et il l'explique: « Dans la communauté multinationale de Bosnie-Herzégovine, le concept de séparatisme, créé et renforcé par la violence de la guerre et la persécution de la population, est absurde et insoutenable. Absurde, car il va à l'encontre des faits de la coexistence séculaire et du respect mutuel des différentes religions et traditions ; insoutenable, car l'Europe moderne exige une coopération et un échange entre les États et les peuples, quelle que soit leur origine et leurs croyances. La question est de savoir comment les séparatistes pourront s'entendre et communiquer avec des étrangers s'ils ne sont pas capables de le faire avec des compatriotes de même origine et de langue. ».

## Prix et distinctions
- Prix Svjetlost (Godišnja nagrada Izdavačkog preduzeča Svjetlost)
- Prix de la ville de Sarajevo (Šestoaprilska nagrada grada Sarajeva) 1974